# Барановичи 3
Бара́новичи 3 (бел. Баранавічы 3) — деревня в составе Горбацевичского сельсовета Бобруйского района Могилёвской области Республики Беларусь.

## История
До 20 ноября 2013 года входила в состав Осовского сельсовета.

## Население
- 1999 год — 30 человек
- 2010 год — 18 человек